# Trichocolletes tenuiculus
Trichocolletes tenuiculus är en biart som beskrevs av Rayment 1931. Trichocolletes tenuiculus ingår i släktet Trichocolletes och familjen korttungebin. Inga underarter finns listade i Catalogue of Life.

## Bildgalleri

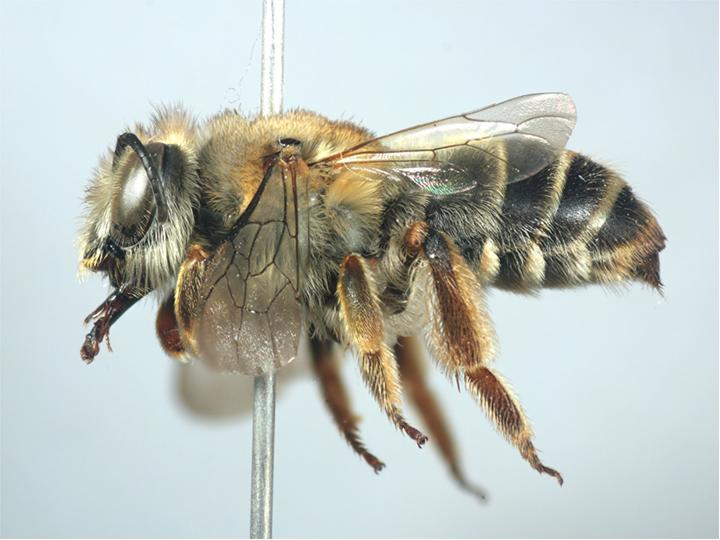
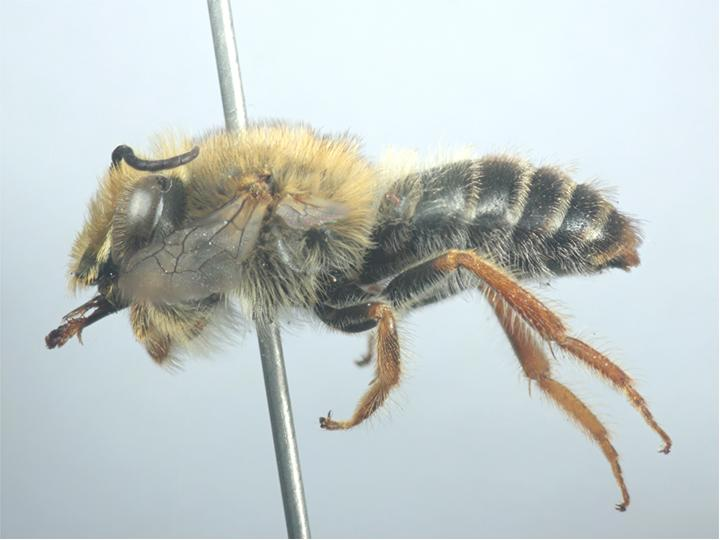